# Clubiona drassodes
Clubiona drassodes är en spindelart som beskrevs av O. Pickard-Cambridge 1874. Clubiona drassodes ingår i släktet Clubiona och familjen säckspindlar. Inga underarter finns listade i Catalogue of Life.